# PgAdmin
pgAdmin – program open source do zarządzania i zwykłej pracy użytkownika z bazą danych PostgreSQL. Aktualnie program jest oznaczony jako pgAdmin 4. Jest to już czwarta gałąź rozwojowa programu napisana w języku Python.
Poprzednia gałąź rozwojowa była nazwana pgAdmin III i jest napisana w języku C++. Ostatnią oficjalną wersją w tej gałęzi jest pgAdmin III 1.22 z 10 listopada 2016 roku. Od wydania 6.13 program wspiera PostgresSQL minimum w wersji 10.
Program posiada interfejs graficzny i jest dobrym zamiennikiem programu konsolowego psql. Aktualnie, z poziomu programu można m.in. administrować bazami danych, replikami baz danych, tworzyć wszelkie obiekty bazodanowe, wydawać zapytania oraz analizować plan zapytania prezentowany w postaci klasycznej lub graficznej. Oprócz tego z programem można pracować jak ze zwykłym programem konsolowym. Program od wersji 1.10.0 wydawany jest na licencji PostgreSQL. Poprzednie wersje były wydawane na licencji artystycznej.

## Inne narzędzia do współpracy z PostgreSQL
- DBeaver
- phpPgAdmin
- psql